# Nipponophyllum sagamianum
Nipponophyllum sagamianum är en ringmaskart som först beskrevs av Izuka 1912.  Nipponophyllum sagamianum ingår i släktet Nipponophyllum och familjen Phyllodocidae. Inga underarter finns listade i Catalogue of Life.